# NGC 6810
NGC 6810 ist eine Spiralgalaxie vom Hubble-Typ Sab im Sternbild Pfau am Südsternhimmel. Sie ist schätzungsweise 88 Millionen Lichtjahre von der Milchstraße entfernt und hat einen Durchmesser von etwa 30.000 Lj.
Im selben Himmelsareal befindet sich u. a. die Galaxie IC 4884.
Das Objekt wurde am 10. Juli 1834 von John Herschel mit seinem 18,7-Zoll-Spiegelteleskop entdeckt und später von Johan Dreyer in seinen New General Catalogue aufgenommen.